# クロスキーズの戦い
クロスキーズの戦い（クロスキーズのたたかい、英:Battle of Cross Keys）は、南北戦争初期の1862年6月8日、バージニア州ロッキンガム郡で行われた戦闘である。南軍ストーンウォール・ジャクソン少将のシェナンドー渓谷を舞台にしたバレー方面作戦の一部だった。この戦闘の翌日に行われたポートレパブリックの戦いと共に南軍の決定的勝利となり、北軍はシェナンドー渓谷から撤退し、ジャクソンはリッチモンド郊外で行われた七日間の戦いでロバート・E・リー将軍の軍隊の支援に回ることができた。

## 背景
バージニア州の小村ポート・レパブリックは、シェナンドー川南支流に合流するノース川とサウス川に挟まれた土地の首部にある。1862年6月6日から7日、ジャクソン軍約16,000名はポート・レパブリックの北で露営し、リチャード・イーウェル少将の師団はグッズミルに近いミル・クリークの岸に、チャールズ・S・ワインダー准将の師団は橋に近いノース川北岸にあった。1個連隊（第15アラバマ連隊）がユニオン教会の所で道を塞ぐために残された。ジャクソンの作戦本部はポート・レパブリックのマディソン・ホールにあった。輜重隊が近くに置かれた。
北軍の2部隊がジャクソンの陣地に向かった。ジョン・C・フレモント少将の山岳軍管区の軍隊約15,000名（1個師団+独立3個旅団）はバレー・パイクを南に進み、6月6日にハリソンバーグ近郷に達した。ジェイムズ・シールド准将の師団約10,000名はルレー・バレーのフロントロイヤルから南に進んだが、ぬかるんだルレー道路のためにひどく遅延していた。ポート・レパブリックでは、ジャクソンがノース川に架かる最後の橋とサウス川の浅瀬を確保していた。そこはフレモント軍とシールド軍が合流を目指した地点だった。ジャクソンはフレモント軍の進軍をミル・クリークで抑え、一方シールド軍にはシェナンドー川南支流の東岸で会しようと考えた。マサナッテンにあった南軍の信号所から北軍の進行を伝えていた。
6月7日の遅い時間帯に、フレモント軍の前衛部隊がクロスキーズ酒場近くでジャクソン軍の哨兵に遭遇した。数発の銃火が発せられ、北軍の騎兵は近付きつつある主力軍のところに戻った。闇が訪れ、それ以上の展開は無かった。

## 戦闘
シールズ軍からサミュエル・S・キャロル大佐が北軍騎兵隊の1個連隊を率いて、砲兵隊と歩兵1個旅団の援護のもとに、ポート・レパブリックのノース川橋の確保に派遣された。6月8日の夜明け直後、キャロルは南軍の哨兵を追い払い、サウス川を渉り、ポート・レパブリックに突進した。ジャクソンとその参謀達は作戦本部から主要道路を走り、橋を渡って何とか捕虜になることを免れた（参謀のうち2人が捕まえられた）。キャロルは橋に向かって1門の大砲を据え、他の大砲も運んだ。ジャクソンは防御を指示し、ウィリアム・ポーグー大尉の砲兵隊に北岸で準備を命じた。ジェイムズ・カーリントン大尉がマディソン・ホール近くから大砲を持ち出し主要道路に向けて据えた。第37バージニア歩兵連隊が橋を渡って突撃し北軍騎兵隊を町から追い出した。キャロル隊は混乱して退却し、その歩兵隊が射程内に入って来る前に2門の大砲を失った。南支流の北岸にあるポート・レパブリック東の崖上に置かれた南軍砲兵隊の大砲が退却する北軍に発砲した。キャロル隊はルレー道路を北へ数マイル後退した。ジャクソンはウィリアム・B・タリアフェーロ准将旅団をポート・レパブリックに置き、ストーンウォール旅団は大砲と共にボゴタ近くに陣取らせて、その後の急襲に備えさえた。
一方フレモント軍の先導隊グスターヴ・P・クリュズレ大佐の旅団がハリソンバーグ近郷からその前進を再開した。南軍の散兵を蹴散らした後、ユニオン教会近くキーズルタウン道路に到着してその右側面を道路に沿わせて配陣した。北軍の旅団は1つずつ到着して前線を組んだ。ロバート・カミング・シェンク准将の旅団がクリュズレ隊の右に、ロバート・H・ミルロイ准将の旅団が左手に、ジュリアス・H・スターヘル准将の旅団が最左端に就き、その左側面はコンガーズ・クリーク近くとなった。ウィリアム・H・C・ボーレン准将とジョン・A・コルテス大佐の旅団は前線中央近くに予備隊として置かれた。北軍騎兵1個連隊が道路を南に進み右側面を抑えた。砲列が前面に出された。
南軍イーウェルはその歩兵師団をミル・クリークの背後に配し、アイザック・R・トリンブル准将の旅団がポート・レパブリック道路の右手に、アーノルド・エルジー准将の旅団は高い崖に沿って中央に就いた。イーウェルはその大砲（4個砲兵隊）を前線中央に集中させた。北軍がキーズルタウン道路に沿って配置したので、トリンブルはその旅団をビクトリーヒルまで4分の1マイル (400 m)前進させ、コートニーの砲兵隊をその左の丘に配し、第21ノースカロライナ歩兵連隊で支援させた。ユニオン教会付近で散兵戦を行った第15アラバマ連隊がこの連隊に合流した。トリンブルはその連隊幾つかを丘の頂上背後に見えないように置いていた。
フレモントはミル・クリークの背後と考えられる南軍の陣地を包み込もうという明らかな意図でその前線を前に進めることにした。この操軍には精妙な右旋回が必要だった。最左翼のスターヘル旅団が最も遠かったので先ず前進した。ミルロイ旅団がスターヘルの右と後ろに進んだ。北軍砲兵隊が歩兵の横隊と共に前進し、キーゼルタウン道路の南で南軍の砲兵隊と交戦した。スターヘルはトリンブルの前進した陣地に気付いていないようだった。その横隊は渓谷に入り込み小川を渉ってビクトリーヒルに登り始めた。「60歩」の距離でトリンブルの歩兵が立ち上がり一斉射撃を放った。スターヘル旅団は大損害を出して混乱の中に退却した。この旅団はビクトリーヒルに向かい合う高地で再結集したが、その攻撃を再開しようとはしなかった。
スターヘルは攻撃を再開しなかったが、その陣地を支えるために砲兵隊を前に出した。トリンブルは第15アラバマ連隊を右手に動かして谷を越え砲兵隊の左に就かせた。一方イーウェルは2個連隊（第13および第25バージニア連隊）をトリンブルの右手にある尾根に沿って進ませ、北軍砲兵隊からの激しい放火を引きつけた。第15アラバマ連隊は叫び声と共に谷から飛び出して砲兵隊の方向に丘を登り始め、戦闘に突入した。トリンブルは他の2個連隊（第16ミシシッピ連隊を左、第21ジョージア連隊を右に）をビクトリーヒルの陣地から前進させ、北軍の前線を後退させた。北軍砲兵隊は前車を急いで付けて後退しその大砲を救った。北軍の1個連隊が短時間反撃し、第16ミシシッピ連隊の左側面を衝いたが、必死の戦いの中で後退を強いられた。
トリンブルは南軍右から谷を上がって前進を続け、一連の北軍陣地の側面を衝いていった。こうしている間にミルロイ隊が砲兵に援護されてスターヘルの右手に進んだ。ミルロイの前線がミル・クリーク背後の南軍中央からライフル・マスケット銃の射程に入り銃火が開かれた。北軍の砲兵隊は南軍の砲兵隊と砲撃戦を続けていた。ボーレン隊がスターヘルの崩れかけた防御を固めるために北軍の最左翼に動いた。ミルロイ隊の左側面はスターヘル隊の後退で危険に曝されており、フレモントはミルロイに後退を命じた。ジャクソンはイーウェル隊が必要なときに支援するためにテイラーの旅団を前進させたが、テイラーはダンカー教会近くのポート・レパブリック道路に予備隊として留まった。
フレモントは左翼のスターヘルの旅団が打撃を受けたために無力化したと見て、協調した攻撃を掛けられなかった。シェンクの旅団にユニオン教会の南の南軍左側面を見つけるために前進を命じた。イーウェル隊はその左翼をエルジー旅団の部隊で補強した。激しい銃火が前線に沿って起こったが直ぐに鎮まった。南軍のエルジー准将とジョージ・H・スチュアート准将がこの交戦で負傷した。フレモントは自軍をキーズルタウン道路まで後退させ、その後方の高台（オークリッジ）に大砲を据えさせた。砲撃戦が続いた。

## 戦いの後
薄暮の頃、トリンブルはその前線を押し出して北軍の陣地から4分の1マイルまで進め、夜襲に備えた。南軍の証言では、北軍兵が野営に入り炬火をともしてコーヒーを作っていたという。イーウェルはトリンブルに攻撃せず後退を命じた。ジャクソンは、シールズの部隊のほうが大きな脅威であると感じていた。次の日、トリンブル、ジョン・パットンの両旅団がフリーモントの部隊を抑える一方で、イーウェルの部隊の残りは仮設の橋を使って川を渡り、ポート・レパブリックでエラスタス・タイラー准将の部隊を打ち破る戦闘（ポートレパブリックの戦い）に参加した。